# El Colorín, Ixtapan de la Sal
El Colorín är en ort i Mexiko, tillhörande kommunen Ixtapan de la Sal i delstaten Mexiko. Orten hade 172 invånare vid folkräkningen 2010.